# Xanglot reial
El Xanglot reial és una varietat d'olivera. Ocupa prop de 5.000 ha a les províncies d'Alacant i València.

## Característiques agronòmiques
Varietat de vigor mitjà i de bona adaptació a sòls desfavorables. És considerada sensible al fred i a la sequedat. El temps que tarda a entrar en producció des de la plantació és més aviat que la majoria d'altres varietats d'olivera. El moment de la florida és el mitjà de l'espècie. La productivitat és elevada però alternant, ja que és afectada pel fenomen de la contranyada. L'època de maduració de les olives és mitjana. És difícil la collita mecànica. Fa olives de pes mitjà entre 2 i 4 grams.

## Usos
Per a oli, amb un gran percentatge de greix en les olives i de molt bona qualitat.